# Sketches for My Sweetheart the Drunk
Sketches for My Sweetheart the Drunk — посмертный альбом американского музыканта Джеффа Бакли, выпущенный в США компанией Columbia в 1998 году. Альбом представляет собой собрание студийных записей и демо, записанных в период с лета 1996 года по май 1997 года.

## История создания
К декабрю 1996 года Джефф испытывал мучения от своей популярности: «Было время, когда я мог пойти в кафе и просто делать то, что я хочу… Теперь это невозможно, и это меня расстраивает». Он даёт серию сольных концертов («The Phantom Solo tour») под вымышленными именами.
На смену покинувшего коллектив барабанщика Мэтта Джонсона пришёл Паркер Киндред. Будучи неудовлетворённым материалом, записанным по 1996 год включительно, Бакли продолжал усиленно работать над многими демозаписями. Весной 1997 года, закончив предварительный этап работы с Томом Верленом, Бакли дал музыкантам передышку, а сам продолжил экспериментировать с материалом в своей домашней студии. Результатом этой работы стали новые версии уже готовых студийных треков, несколько новых композиций и кавер-версий.
В мае группа дала несколько концертов в Мемфисе, знакомя слушателей с новым материалом. Бакли также дал несколько сольных концертов; последнее его выступление состоялось 26 мая 1997 года. Через несколько дней группа должна была собраться в студии и начать последний этап студийных сессий; к процессу также должен был подключиться Энди Уоллес, продюсер предыдущего альбома Бакли, Grace (неудовлетворённый работой Верлена, Джефф попросил Уоллеса сменить его). Но 29 мая Джефф Бакли трагически тонет во время купания в р. Уолф, притоке Миссисипи.
Во время переговоров между компанией Columbia и наследницей музыкального состояния (матерью Джеффа) Мэри Гиберт было решено оставить записи такими, какими они остались на момент гибели Бакли. Многочасовой материал, записанный Джеффом в домашней студии на четырёхдорожечный магнитофон в ходе подготовки к студийной работе, по большей части был сырым и незаконченным. Тем не менее, к январю 1998 года Гиберт совместно с представителем Columbia Доном деВито и бывшими участниками группы определяют содержание будущего двойного альбома.
На первый диск вошли треки, сведённые Энди Уоллесом, а также «You & I», оставленная Уоллесом в том состоянии, в каком её оставили Бакли и Верлен. На второй диск вошли неотредактированные версии «Nightmares by the Sea» и «New Year’s Prayer», «Haven’t You Heard» (по мнению членов группы, это лучшая их запись за всё время сессий). Следующие 6 треков представляют собой материал, записанный Бакли в домашней студии. Завершает альбом «Satisfied Mind», записанная Джеффом для некоммерческой радиостанции WFMU в 1992 году.
В поддержку альбома в мае 1998 года был выпущен сингл «Everybody Here Wants You». В 1999 году песня номинировалась на премию «Грэмми» в категории «Лучшее мужское вокальное рок-исполнение». В октябре 2011 года журнал NME поместил композицию на 88-е место в списке «150 лучших треков за последние 15 лет».

## Название
Первоначально альбом носил название «My Sweetheart, the Drunk»; это выражение из стихотворения Джеффа «Sexpot Despair». Энди Уоллес вспоминал, что Бакли охарактеризовал альбом как «пособие для неудачников в любви». Название было изменено на «Sketches for My Sweetheart the Drunk», потому что работа Джеффа над альбомом не была закончена, осталась «эскизом».

## Отзывы критиков
Несмотря на незаконченность, альбом получил положительные отзывы; в частности, The Onion назвал альбом «разочаровывающе неполным, но главным образом замечательным» («frustratingly incomplete, but mostly remarkable»). LA Times писала, что даже самые схематичные композиции «потрескивают огнём как художественных, так и духовных поисков» и что Бакли работал плодотворно и амбициозно как с музыкальной, так и с эмоциональной точек зрения. Рассматривая альбом в контексте сборника «So Real: Songs from Jeff Buckley» 2007 года, Мэтт Лимэй (Pitchfork) отметил большое влияние на Джеффа творчества арт-рок-группы «Shudder to Think» и резюмировал, что «Sketches… намекают на более зловещий, диссонирующий и взрывоопасный вариант романтизма Бакли, который никогда не будет услышан». Сергей Степанов («Афиша Daily») описал «You & I» как «навязчивую, как наваждение, спетую практически а капелла балладу, напрашивающуюся на аналогии с самыми шаманскими из записей Нины Симон».
Журнал Pitchfork поместил альбом на 41-ю позицию в списке «50 лучших альбомов 1998 года».

## Список композиций

### Диск 1
| №   | Название                              | Автор(ы)                              | Длительность |
| --- | ------------------------------------- | ------------------------------------- | ------------ |
| 1.  | «The Sky Is a Landfill»               | Джефф Бакли, Майкл Тайе               | 5:09         |
| 2.  | «Everybody Here Wants You»            | Джефф Бакли                           | 4:46         |
| 3.  | «Opened Once»                         | Джефф Бакли                           | 3:29         |
| 4.  | «Nightmares by the Sea»               | Джефф Бакли                           | 3:53         |
| 5.  | «Yard of Blonde Girls» (кавер Nymphs) | Эндрю Кларк, Лори Крамер, Ингер Лорре | 4:07         |
| 6.  | «Witches' Rave»                       | Джефф Бакли                           | 4:40         |
| 7.  | «New Year's Prayer»                   | Джефф Бакли                           | 4:40         |
| 8.  | «Morning Theft»                       | Джефф Бакли                           | 3:39         |
| 9.  | «Vancouver»                           | Джефф Бакли, Мик Грондал, Майкл Тайе  | 3:12         |
| 10. | «You & I»                             | Джефф Бакли                           | 5:39         |

### Диск 2
| №   | Название                                                | Автор(ы)                                                            | Длительность |
| --- | ------------------------------------------------------- | ------------------------------------------------------------------- | ------------ |
| 1.  | «Nightmares by the Sea» (original mix)                  | Джефф Бакли                                                         | 3:49         |
| 2.  | «New Year's Prayer» (original mix)                      | Джефф Бакли                                                         | 4:10         |
| 3.  | «Haven't You Heard»                                     | Джефф Бакли                                                         | 4:07         |
| 4.  | «I Know We Could Be So Happy Baby (If We Wanted to Be)» | Джефф Бакли                                                         | 4:27         |
| 5.  | «Murder Suicide Meteor Slave»                           | Джефф Бакли                                                         | 5:55         |
| 6.  | «Back in N.Y.C.» (кавер-версия Genesis)                 | Тони Бэнкс, Фил Коллинз, Питер Гэбриэл, Стив Хэкетт, Майк Резерфорд | 7:37         |
| 7.  | «Demon John»                                            | Джефф Бакли, Майкл Тайе                                             | 5:13         |
| 8.  | «Your Flesh Is So Nice»                                 | Джефф Бакли                                                         | 3:37         |
| 9.  | «Jewel Box»                                             | Джефф Бакли                                                         | 3:37         |
| 10. | «Satisfied Mind» (эфир WFMU, 11.10.1992)                | Рэд Хейс, Джек Роудс                                                | 6:00         |

## Участники записи
- Джефф Бакли — гитара, вокал
- Майкл Тайе[англ.] — гитара
- Мик Грондал[англ.] — бас-гитара
- Эрик Эйдел — ударные
- Паркер Киндред[англ.] — ударные

## Позиции в чартах
| Страна         | Высшая позиция |
| -------------- | -------------- |
| Австралия      | 1              |
| Бельгия        | 13             |
| Великобритания | 7              |
| Нидерланды     | 62             |
| Новая Зеландия | 7              |
| Норвегия       | 10             |
| США            | 64             |
| Франция        | 6              |
| Швейцария      | 29             |

| Год  | Сингл                      | Чарт           | Позиция |
| ---- | -------------------------- | -------------- | ------- |
| 1998 | «Everybody Here Wants You» | Австралия      | 35      |
| 1998 | «Everybody Here Wants You» | Великобритания | 43      |

## Сертификаты
| Регион                                                      | Сертификация  | Продажи  |
| ----------------------------------------------------------- | ------------- | -------- |
| Австралия (ARIA)                                            | 2× Платиновый | 140 000^ |
| ^ Данные о тиражах приведены только на основе сертификации. |               |          |

## Дополнительные факты
- Свои версии «Everybody Here Wants You» записывали французская группа MIG (альбом Dhikrayat)[29] и Кайли Оулдист совместно с The Bamboos (альбом Just Say)[30].
- «New Year’s Prayer» была использована в сериале «Мёртвая зона».
- Шведская дум-метал-группа Katatonia записала кавер-версию песни «Nightmares by the Sea», вошедшую в альбом Tonight’s Decision (1999), а позже и в сборник The Black Sessions (2005).
- Jambi's Revenge записала кавер-версию песни «Nightmares by the Sea» для своего альбома Origins (2010).
- Акапельный коллектив «The Duke’s Men of Yale» записал версию «Everybody Here Wants You» для альбома D.O.O.X. (2006).
- «Everybody Here Wants You» прозвучала в 9 эпизоде 5 сезона албанской версии шоу «Голос»[31].